# Skyrunner World Series 2007
Navigation
2006 2008
Le Skyrunning World Series 2007 est la sixième édition du Skyrunner World Series, compétition internationale de Skyrunning fondée en 2002 par la fédération internationale de skyrunning. 

## Programme
| Nom de la course              | Pays     | Date              | Vainqueur          | Vainqueure        |
| ----------------------------- | -------- | ----------------- | ------------------ | ----------------- |
| Marató de Muntanya de Berga   | Espagne  | 20 mai 2007       | Raúl García Castán | Angela Mudge      |
| SkyMarathon Sentiero 4 Luglio | Italie   | 1er juillet 2007  | Andy Symonds       | Corinne Favre     |
| SkyRace Andorra               | Andorre  | 22 juillet 2007   | Kílian Jornet      | Angela Mudge      |
| Dolomites SkyRace             | Italie   | 29 juillet 2007   | Mitja Kosovelj     | Angela Mudge      |
| Mount Kinabalu Climbathon     | Malaisie | 26 août 2007      | Kílian Jornet      | Mònica Ardid      |
| Mount Ontake SkyRace          | Japon    | 2 septembre 2007  | Kílian Jornet      | Stéphanie Jiménez |
| Zegama-Aizkorri               | Espagne  | 23 septembre 2007 | Kílian Jornet      | Corinne Favre     |